# Muralla de Cáceres
La muralla de Cáceres es una cerca militar de origen romano, ampliamente reconstruida durante la Reconquista, que se ubica en el casco antiguo de la ciudad española de Cáceres. La muralla, que se conserva construida en casi todo su trazado, es conocida por marcar el límite exterior de la ciudad vieja de Cáceres, declarada Patrimonio de la Humanidad junto con la propia cerca en 1986, y separarla del circundante barrio de Extramuros.
La muralla fue construida inicialmente para proteger la colonia romana de Norba Caesarina, pero se conservan pocos restos de aquella época. La mayor parte de la actual muralla fue construida por los almohades a finales del siglo XII y principios del siglo XIII.
La pared está construida principalmente con mampostería y tapial. La anchura media del muro es de tres metros y en algunos tramos llega a superar una altura de diez metros.
La muralla cacereña está declarada Bien de Interés Cultural desde 1930, siendo uno de los primeros monumentos nacionales declarados en Extremadura y dando origen a la declaración de Conjunto Histórico de gran parte del casco antiguo de la ciudad en 1949.

## Arcos y puertas de entrada

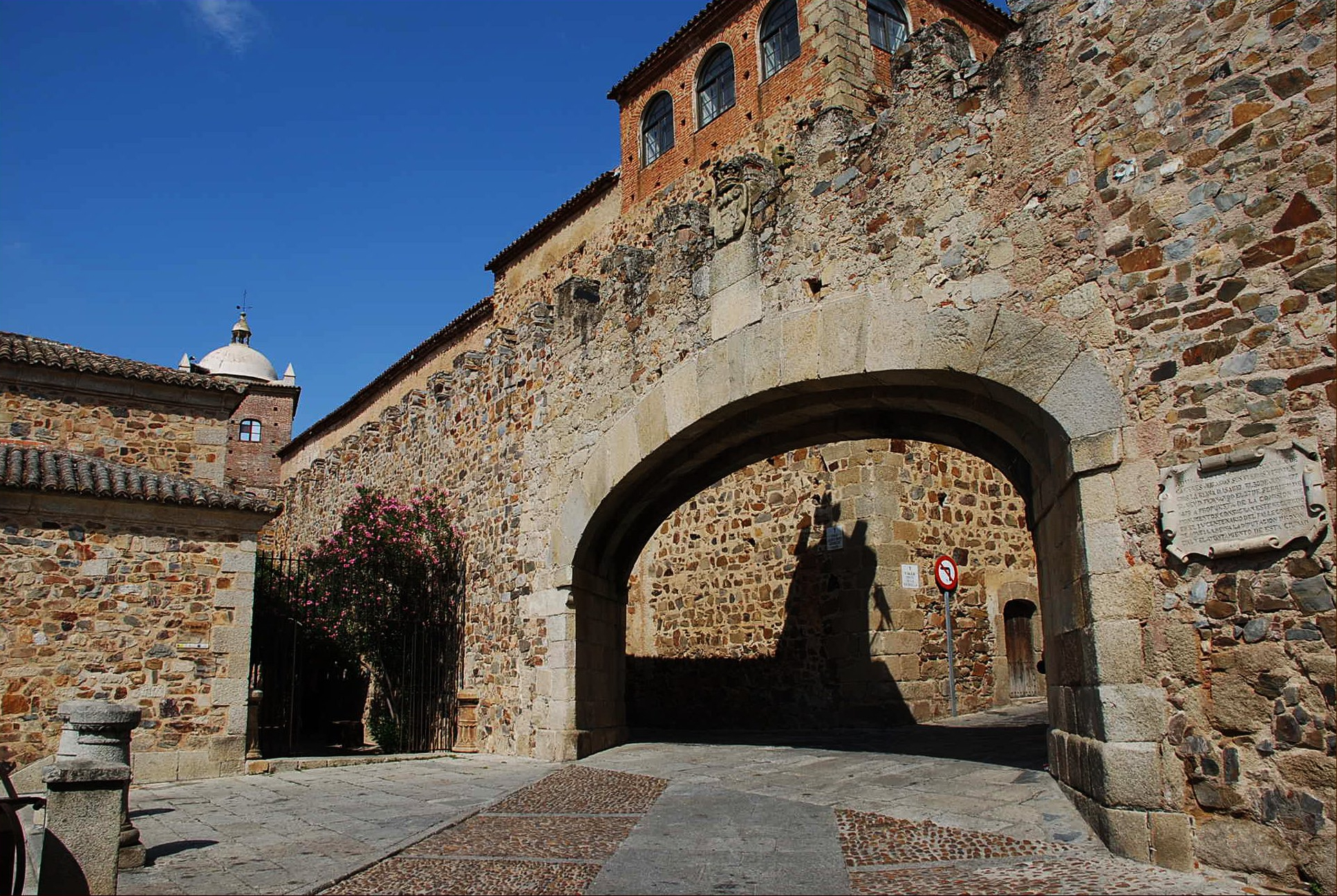
El Arco de la Estrella adoptó su actual forma a principios del y fue diseñado por Manuel de Lara Churriguera.

Entre las puertas y los arcos de entrada se encuentran:
- Arco de la Estrella;
- Arco del Cristo;
- Arco de Santa Ana y Puerta del Postigo;
- Portillo de la Plaza de las Piñuelas;
- Puerta de Mérida;
- Puerta de Pizarro;
- Puerta de Coria.

## Torres defensivas

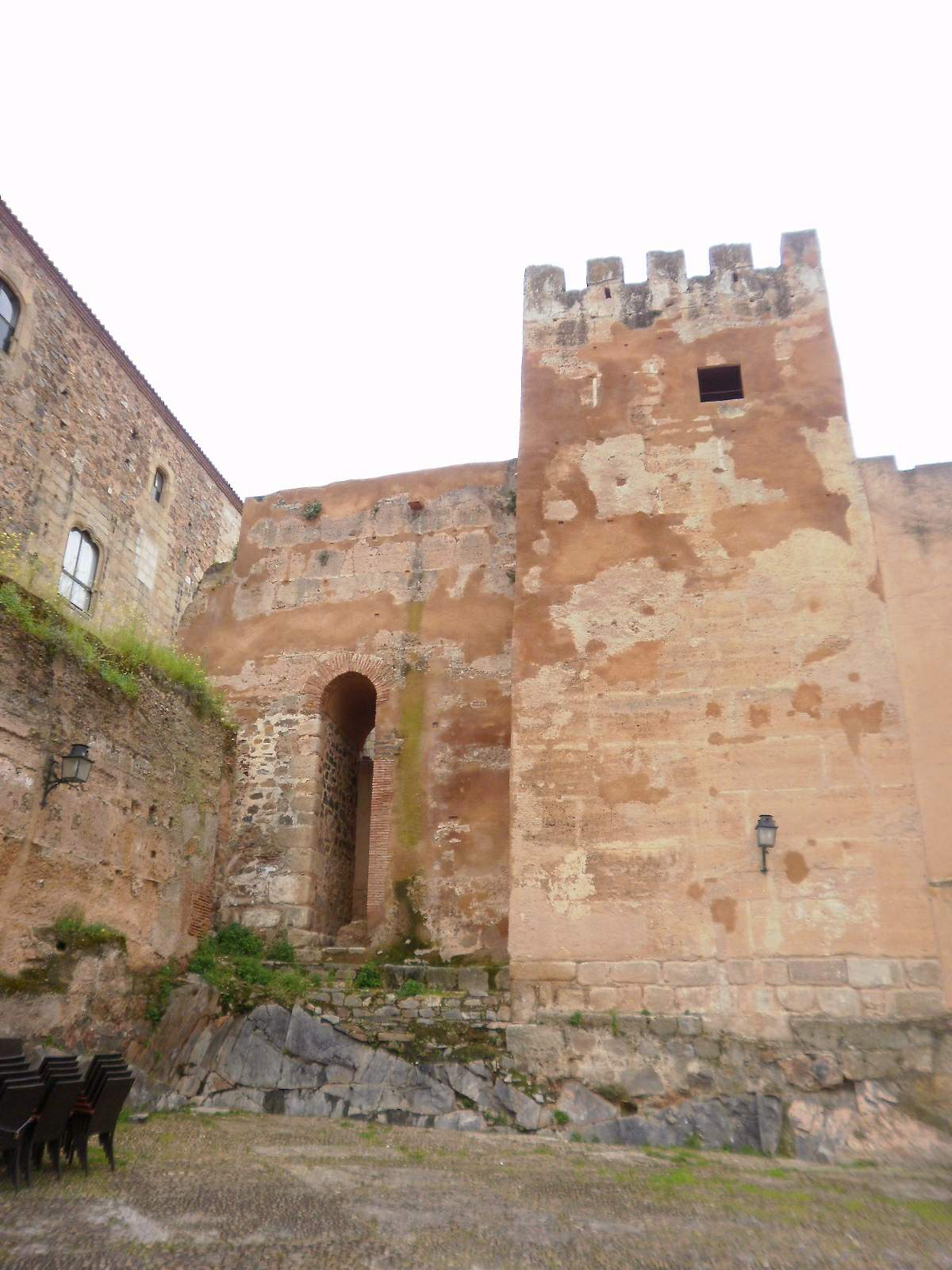
Torre del Horno

Las principales torres defensivas son:
- Torre de Bujaco;
- Torre de los Púlpitos;
- Torre Adosada, en el lienzo este de la muralla, sobre la calle San Roque;
- Torre del Aire, en la parte noreste del lienzo de la muralla, entre las calles Obras Pías y Hornillo;
- Torre Albarrana, en la calle Hernando Pizarro;
- Torre del Aver, de la Ved o del Postigo, en la calle Postigo, del siglo XII;
- Torre Coraja o de los Aljibes, situada al final del lienzo de la muralla en su parte este;
- Torre del Horno, del siglo XII. Se sitúa en el centro del lienzo oeste de la muralla y puede observarse desde la plaza de las Piñuelas;
- Torre de los Espaderos, situada al final de la calle Tiendas, en la plaza del Socorro. Es de los siglos XIV-XV;
- Torre de Mérida este, situada a mitad el paño sur de la muralla, en medio de la calle Torremochada;
- Torre de Mérida oeste, situada a mitad del paño sur de la muralla, al principio de la calle Torremochada, dando protección a la ya desaparecida puerta de Mérida;
- Torre Mochada, al final de la calle del mismo nombre, es del siglo XIII;
- Torre Ochavada, en la esquina noreste del paño de la muralla, al final de la calle Obras Pías. Es del siglo XII;
- Torre de los Pozos, en la parte sureste del lienzo de la muralla. De 30 metros de altura sobre la base en la que asienta la carretera de la ronda, tiene una altura de 6 metros sobre la barbacana defensiva, y unas dimensiones de 5,6 por 7,2 metros. Aún se puede apreciar en su cara norte detalles ornamentales en forma de cintas y con estrellas e inscripciones cúficas en su cara oriental. A sus pies se descubrió no hace mucho una cisterna de la época medieval;
- Torre Redonda o de la Mora, mal llamada así ya que su planta es de forma octogonal. Se sitúa en el ángulo suroeste del lienzo de la muralla, entre la calle Puerta de Mérida y la avenida Padre Rosalio;
- Torre del Rey, al norte del paño de la muralla, en la Plaza del Socorro;
- Torre de Santa Ana o del postigo de Santa Ana, en el paño oeste de la antigua muralla, se encuentra muy salida de la misma, y se une a aquella por una gruesa pared que perfora un pasadizo. La mejor posición para observar esta torre es desde la Plaza de Publio Hurtado;
- Torre de la Yerba, del siglo XII, situada a mitad del paño noroeste del lienzo de la muralla. Se puede ver desde la Plaza Mayor.